# Artainte
Artainte foi uma nobre aquemênida, filha de Masistes e esposa de Dario, filho de Xerxes I.
Durante a campanha grega, Xerxes desenvolveu um desejo apaixonado pela esposa de Masistes, mas ela resistia constantemente e não se curvava à sua vontade. Após seu retorno a Sardes, o rei se esforçou para realizar o casamento de seu filho Dario com Artainte, filha de Masistes, supondo que fazendo isso ele poderia obtê-la mais facilmente. Depois de se mudar para Susã, ele trouxe Artainte para a casa real com ele para seu filho Dario, mas se apaixonou por ela, e depois de obtê-la, eles se tornaram amantes.
A mando de Xerxes, Artainte cometeu adultério com ele. Em certa ocasião, Xerxes foi obrigado por sua própria promessa imprudente a dar-lhe um manto que recebera de presente de sua esposa Améstris. Quando a rainha Améstris descobriu a traição, ela não buscou vingança contra Artainte, mas contra sua mãe, esposa de Masistes, pois Améstris pensava que era sua conivência. No aniversário de Xerxes, Améstris mandou chamar seus guardas e mutilou a esposa de Masistes, cortando seus seios e os jogou para cães, e seu nariz, orelhas e lábios também, e cortou sua língua também. Ao ver isso, Masistes fugiu para a Báctria para iniciar uma revolta, mas foi interceptado pelo exército de Xerxes que o matou e seus filhos.